# Миклош Кизмич
Миклош Кизмич (мађ. Küzmics Miklós, словен. Küzmič; Доњи Славечи, Мађарска, око 15. септембар 1737 — Канчевци, Мађарска, 11. април 1804) словеначки писац, римокатолички свештеник и прекмурски декан.
Рођен у Доњим Славечима (Alsócsalogány или Alsószlavecsa), у Прекомурју (данас Словенија). Био свештеник Канчевцима (раније Kancsócz, касније већ Felsőszentbenedek), првобитно је био капелан у Граду (Felsőlendva).
Превео је четири јеванђеља у прекомурски језик и писао молитвене књиге, календаре, итд. Године 1790. написао је буквар. Добро је говорио хрватски језик и користио га у својим делима. Има велику важност за очување националне свести код мађарских Словенаца.
Његова дела употребио је и разгласио даље писац Јожеф Кошич и Јожеф Боровњак, а поновна издања приредио словенски свештеник Јожеф Сакович у 20. веку.

## Дела
- Кратки наговештење великога катекизма Krátká Šumma Velikoga Katekizmuša, Шопрон 1780.
- Свети Јеванђеље, о недељо и благане цио година
- Помоч Болесних, Мирноћих
- Молитвеник, за словенскога народа
- АБЦ књижица, за народне школе (ABC Kni'sica na narodni šoul haszek, Будим (Büdin) 1790)
- Старога и новога Тестаменти сторија свети историје Кратки наговештење Stárogá i nouvogá Teštamentumé svéte histórie Kratke Šumma, Самботел 1796.